# Роксана (фильм)
«Роксана» (англ. Roxanne) — американский художественный фильм в жанре романтической комедии режиссёра Фреда Скеписи, вышедший в 1987 году. Современное переложение пьесы Эдмона Ростана «Сирано де Бержерак».

## Сюжет
Роксана, милая и обворожительная студентка астрономического факультета, приезжает в маленький провинциальный городок. Там она встречает двух совершенно разных мужчин, которые вместе являются в её представлении совершенством. Пожарный Крис — настоящий мачо — красавчик с белозубой улыбкой, правда, слегка туповат; а его шеф — Си Ди Бэйлз (Стив Мартин) — умный, интеллигентный и романтичный человек с тонким чувством юмора, настоящий поэт и прекрасный собеседник, но его лицо украшает громадный и уродливый нос, за которым совсем не заметно его страстной любви к Роксане.
Чтобы чаще видеть Роксану, Бэйлз откликается на просьбу Криса помочь ему завоевать сердце Роксаны, пишет за него страстные стихи и письма, разговаривает за друга по телефону и даже поет под балконом серенады…Но правда все равно когда-нибудь раскроется, и тогда Роксане придется сделать выбор…

## Интересные факты
Стив Мартин написал сценарий «Роксаны», адаптировав пьесу Ростана «Сирано де Бержерак» к реалиям 1980-х, при этом он сумел сохранить очарование рыцарской эпохи, шарм оригинала и наполнить ленту современным юмором и романтикой.
Фильм собрал в прокате 40 100 000 долларов и принёс Мартину премию за лучшую роль от Лос-Анджелесской киноассоциации критиков, награду за лучший сценарий от Писательской Гильдии Америки и номинацию как Лучшему актеру комедии на «Золотой глобус».
Мартин был также исполнительным продюсером фильма.

## В ролях
- Стив Мартин — Си Ди «Чарли» Бэйлз
- Дэрил Ханна — Роксана Ковальски
- Рик Россович — Крис МакКоннел
- Шелли Дюваль — Дикси
- Кевин Нилон — пьяница (впервые на широком экране)